# فیبریلاسیون
فیبریلاسیون (به انگلیسی: Fibrillation) یا تارلرزه در پزشکی، انقباض تند، نامنظم و نامنتظم ماهیچه‌های خودکار به ویژه عضلات قلبی است.
پتانسیل‌های تارلرزه در موارد آکسونوتمزیس و نوروتمزیس دیده می‌شود که بعد از گذشت دو تا سه هفته از یک آسیب عصب محیطی از طریق الکترومیوگرافی قابل ثبت است. نکته‌ای که باید توجه داشت این است که گاهی EMG، پتانسیل‌های تارلرزه را در افراد طبیعی نیز ثبت می‌کند.
برای ثبت پتانسیل‌های فیبریلاسیون از طریق الکترومیوگرافی، از یک الکترود سوزنی که در داخل عضله قرار می‌گیرد، استفاده می‌شود، چون پتانسیل‌های منفرد فیبرهای عضلانی از روی پوست قابل اندازه‌گیری نیست، ولی در موارد فاسیکولاسیون به علت انقباض همزمان فیبرهای عضلانی یک واحد حرکتی، الکترومیوگرافی روی سطح پوست ماهیچه با دو الکترود، پتانسیل‌های الکتریکی دوره‌ای ضعیف را نشان می‌دهد.